# Louis Biesbrouck

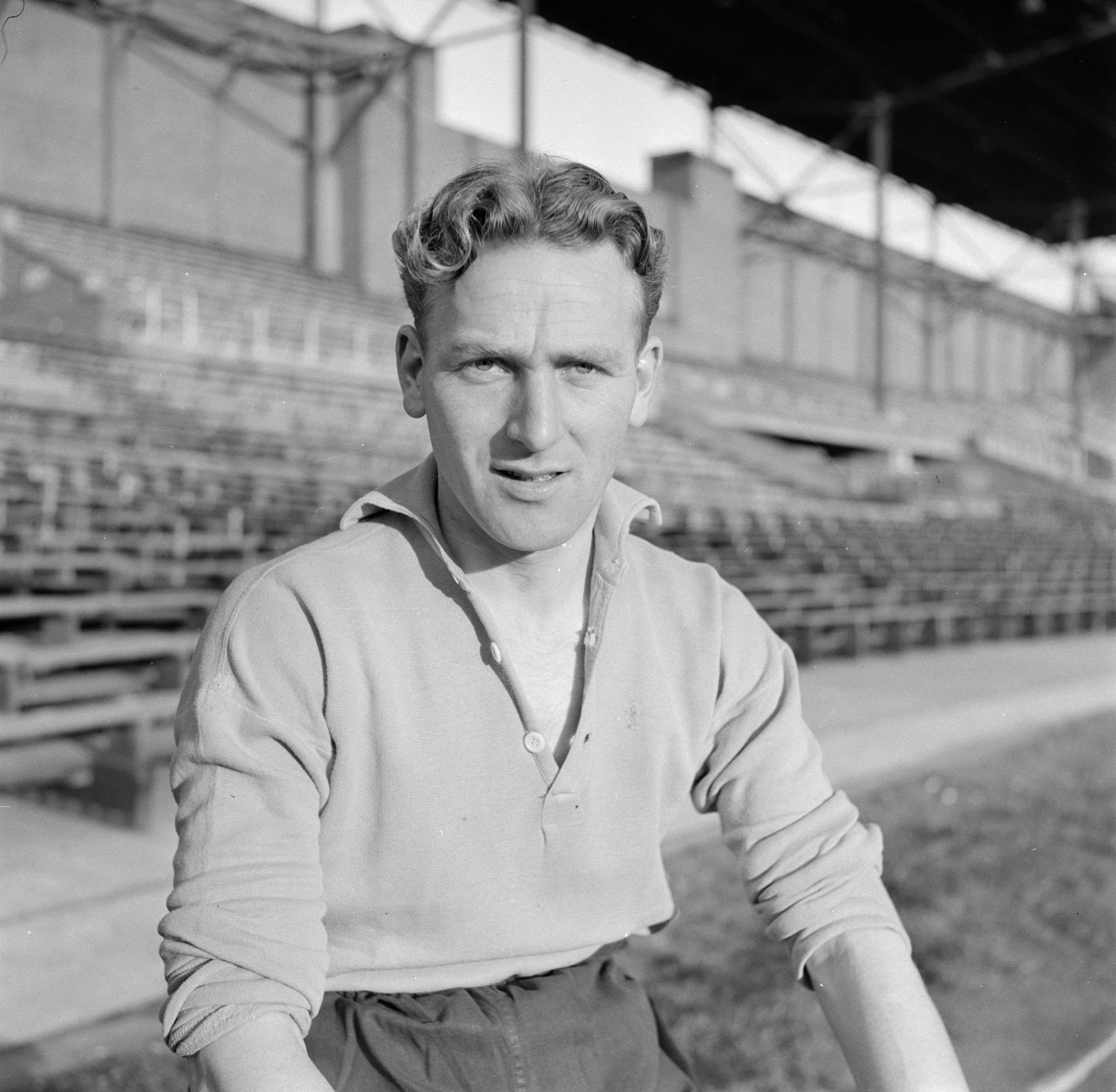
Louis Biesbrouck (1951)

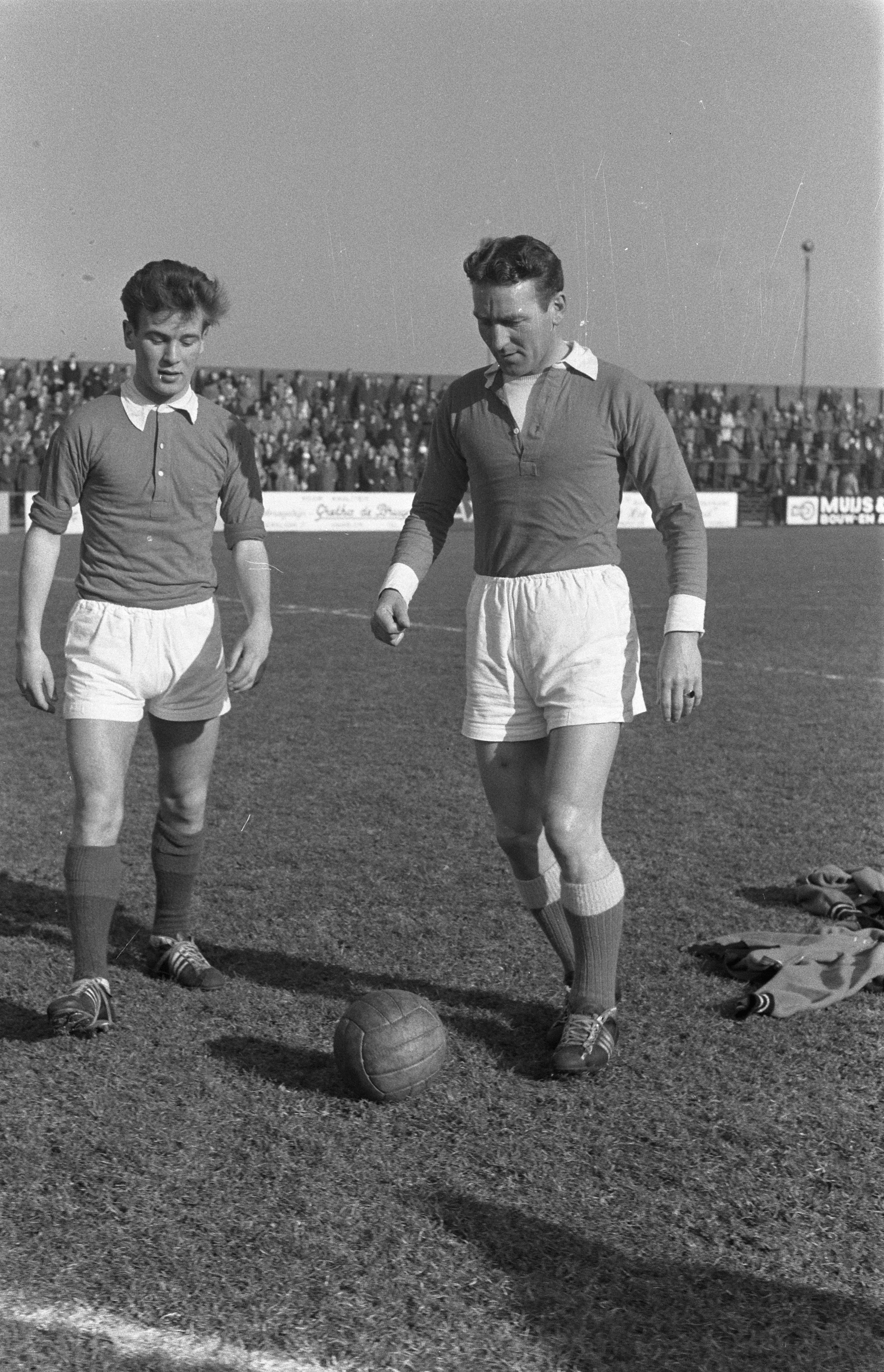
Louis Biesbrouck (rechts) 1960, links sein Sohn

Louis „Loek“ Biesbrouck (* 20. Februar 1921 in Haarlem; † 20. Dezember 2005 in Heemstede) war ein niederländischer Fußballspieler. Mit der Nationalmannschaft nahm er an den Olympischen Spielen 1952 teil, mit dem RCH wurde er 1953 Niederländischer Meister.

## Karriere

### Im Verein
Mit elf Jahren wurde Biesbrouck Mitglied des Racing Club Haarlem (RCH, später in Racing Club Heemstede umbenannt), bei dem er als Junior bereits in der dritten und zweiten Mannschaft spielte und im April 1938 mit 17 in der ersten Mannschaft debütierte. Als schneller, technisch versierter linker Halbstürmer, der das Leder mit rechts wie mit links gleich gut behandeln konnte, wurde er bald der Spielmacher seines Teams. 1949 führte er so den RCH in die Eerste Klasse zurück. In der Saison 1952/53 war er Kapitän und Anführer der Elf, die als einer der Sieger der Regionalklassen in der Meisterschaftsendrunde gegen Vitesse Arnheim, Sparta Rotterdam und den FC Eindhoven um den Titel kämpfte. Nachdem Eindhoven und RCH unter ihrem Trainer Leslie Talbot die Runde punktgleich abgeschlossen hatten, mussten die beiden Teams ein Entscheidungsspiel austragen; Biesbrouck führte seine Mannschaft zu einem 2:1-Sieg und damit zur zweiten Meisterschaft des RCH. Noch bis 1961 spielte Biesbrouck in der ersten Mannschaft des RCH. Er nahm aber auch mit mittlerweile 40 Jahren nicht vollständig Abschied vom Club, sondern blieb bis ins hohe Alter bei den Senioren des Vereins, der ihn zum Ehrenmitglied ernannte, aktiv. 

### In der Nationalmannschaft
Nach seinem Debüt – als zweiter und bislang letzter Spieler des RCH nach Peer Krom – in der Nationalmannschaft, einer 2:5-Niederlage gegen Frankreich in Colombes am 10. Dezember 1950, wurden auch ausländische Vereine auf den Mittelfeldspieler aufmerksam; so erhielt er Angebote des Racing Club de Paris und aus Italien. Doch der bodenständige Niederländer blieb als Amateur in der Heimat, nicht zuletzt, um seine gut laufende Versicherungsagentur nicht zu gefährden. Seit Ende 1950 gehörte er zum Stamm der Oranje Elftal, verpasste bis zum 30. Mai 1954 nur ein Spiel. Seit April 1952 war er auch etatmäßiger Mannschaftsführer der KNVB-Elf; in zwölf seiner insgesamt 19 Länderspiele trug er die Kapitänsbinde, darunter auch in der einzigen Partie bei den Olympischen Spielen 1952, als die Niederlande Brasilien mit 1:5 unterlagen. Es war die Zeit, in der die besten niederländischen Spieler ihr Glück als Profis im Ausland suchten und daher für die Nationalmannschaft gesperrt waren; in seinen 19 Spielen im Oranje-Trikot ging Biesbrouck nur dreimal als Sieger vom Platz.